# Kaskenkatu–Aurakatu
Kaskenkatu–Aurakatu est l'une des rues dites en perspective du plan hippodamien du centre-ville de Turku en Finlande.

## Présentation
La rue s'appelle Aurakatu en partant de Puolalanmäki, devant le musée d'Art de Turku, jusqu'au fleuve Aurajoki, d'où elle continue sous le nom de Kaskenkatu à  Kaskenmäki. 
La rue traverse l'Aurajoki en empruntant le pont Auransilta (fi).
La longueur de la partie Aurakatu est d'environ 700 mètres et celle de la partie Kaskenkatu d'environ 800 mètres.
Kaskenkatu est bordée par la zone du parc Vartiovuorenpuisto, par  Samppalinnanpuisto et par le parc de Runeberg situé entre Hämeenkatu et Itäinen Rantakatu.

## Bâtiments de la rue

### Aurakatu
Les bâtiments suivants sont situés le long d'Aurakatu, à partir de l'Aurajoki :
| N° | Bâtiment                 | Architecte                           | Image |
| 1  | Maison Verdandi          | Frithiof Strandell                   |       |
| 2  | Hôtel de ville de Turku  | Charles Bassi                        |       |
| 3  | Turun Osakepankki        | Frithiof Strandell                   |       |
|    | Centre commercial Forum  | Väinö Määttä August Krook            |       |
| 8  | KOP-kolmio               | Viljo Revell                         |       |
|    | Place du marché          |                                      |       |
| 10 | Théâtre suédois de Turku | Pehr Johan Gylich                    |       |
|    | Îlot urbain Hansa        | Benito Casagrande                    |       |
| 11 | Lycée de Puolalanmäki    | Eskil Hindersson                     |       |
| 14 | Immeuble de Prima        | Frithiof Strandell                   |       |
| 16 | Vimma                    | Jacob Ahrenberg Sebastian Gripenberg |       |
| 18 | Salle paroissiale        |                                      |       |
| 26 | Musée d'Art de Turku     | Gustaf Nyström                       |       |

### Kaskenkatu
Le long de Kaskenkatu se trouvent :
| N° | Bâtiment                                        | Architecte                                         | Image |
| 1  | Kaskenlinna                                     | Arthur Kajanus Anton Salviander Frithiof Strandell |       |
| 2  | Pantern                                         | Frithiof Strandell                                 |       |
| 4  | Hjorten                                         | Frithiof Strandell                                 |       |
| 5  | Institut finnois des travailleurs de Turku (fi) |                                                    |       |
| 13 | Hôpital de Turunmaa (fi)                        | Erik Bryggman                                      |       |